# Hospital de Bragança

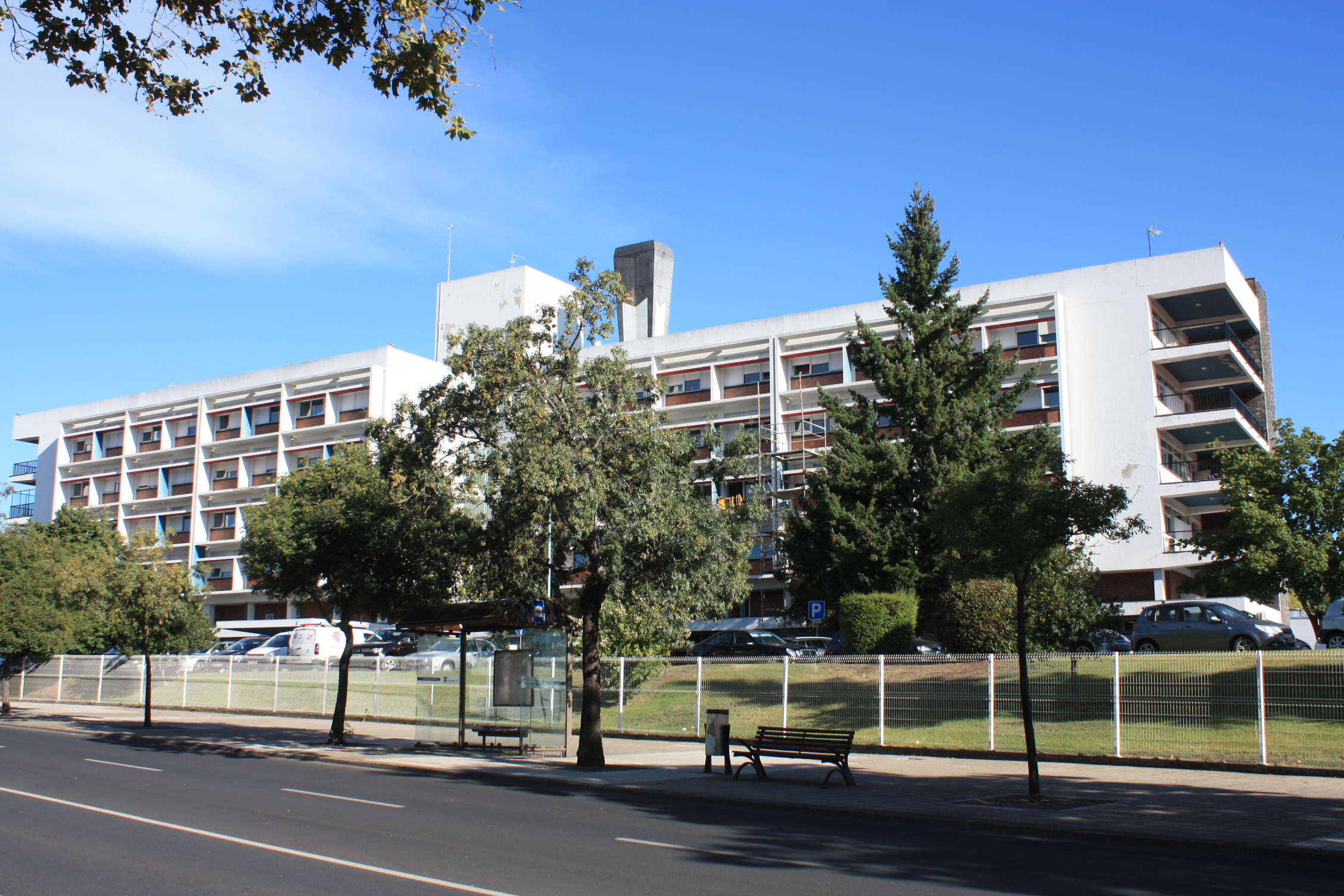
Hospital de Bragança

O Hospital de Bragança, anteriormente denominado Hospital Distrital de Bragança, é um hospital público do Serviço Nacional de Saúde situado em Bragança, Portugal. É a principal unidade de cuidados hospitalares da Unidade Local de Saúde do Nordeste. O projeto de arquitetura é da autoria de Viana de Lima. Foi inaugurado em 1 de abril de 1973 e sucedeu ao antigo Hospital da Misericórdia de Bragança.